# Religioni in Germania
CattolicesimoProtestant...IslamAltre religioniNon rel...CattolicesimoProtestantesimoIslamAltre religioniNon religiosi
Tra le religioni maggiormente praticate in Germania il cristianesimo è quella con un più vasto numero di aderenti, corrispondente all'incirca al 55,1% dell'intera popolazione del paese. Le due maggiori confessioni religiose rappresentate sono la Chiesa cattolica romana e la Chiesa evangelica in Germania, confederazione che racchiude la gran parte delle chiese protestanti (sia di tradizione luterana che calvinista): insieme le due chiese raggiungono il 51
,1% della popolazione (secondo le stime del 2019), di cui il 27,2% cattolici e il 24,9% evangelici.
Sempre nel 2019 la chiesa ortodossa costituiva l'1,9% della popolazione, mentre altri gruppi cristiani minori (molti dei quali rifacentesi all'evangelicalismo) assommavano a circa l'1,1%.
Circa il 38.8% della popolazione del paese non è affiliata a nessuna chiesa o religione ed un'esigua minoranza aderisce ad altre religioni. La seconda religione più grande in Germania è l'Islam, che conta tra i 2,1 e i 4,7 milioni di aderenti (dal 2,6 al 5,7%). I gruppi religiosi minori (con meno dell'1%) comprendono l'ebraismo, il buddhismo e l'induismo.
Al censimento del 2011 la popolazione ha dichiarato la propria identificazione religiosa. I non religiosi dichiarati erano il 33%, i cattolici il 31,2%, gli evangelici il 30,8%, gli ortodossi l'1,3%, la Libera Chiesa lo 0,9% e le altre religioni il 2,8%.

## Storia

### Epoche tardoromane e carolingie: 300-1000
Nei territori dell'attuale Germania sotto il controllo dell'impero romano (le province di Germania superiore e Germania inferiore) venne introdotto il primo cristianesimo (vedi origini del cristianesimo), che cominciò a fiorire dopo il V secolo, Sebbene esistesse una varietà di templi romani, furono presto costruite strutture religiose cristiane come la Basilica Palatina di Costantino ad Augusta Treverorum - l'attuale Treviri - (allora la capitale della provincia romana della Gallia belgica) completata durante l regno di Costantino I(306-337 d.C.)
Durante il periodo dei Carolingi il cristianesimo si diffuse capillarmente in tutto il territorio, in particolare durante il regno di Carlomagno (800-814 d.C.), grazie soprattutto alle sue campagne militari di espansione (le guerre sassoni). Le strutture religiose costruite durante il periodo dell'impero carolingio includono la Cappella Palatina di Aquisgrana, una componente sopravvissuta del palazzo di Aquisgrana.

### Pre-Riforma: 1000-1500
I territori della Germania odierna, come per la gran parte del continente europeo, erano interamente cattolico romani, con brevi periodi di interruzioni dovute a movimenti ereticali velocemente soppressi sia dal papato sia dall'imperatore del Sacro Romano Impero.

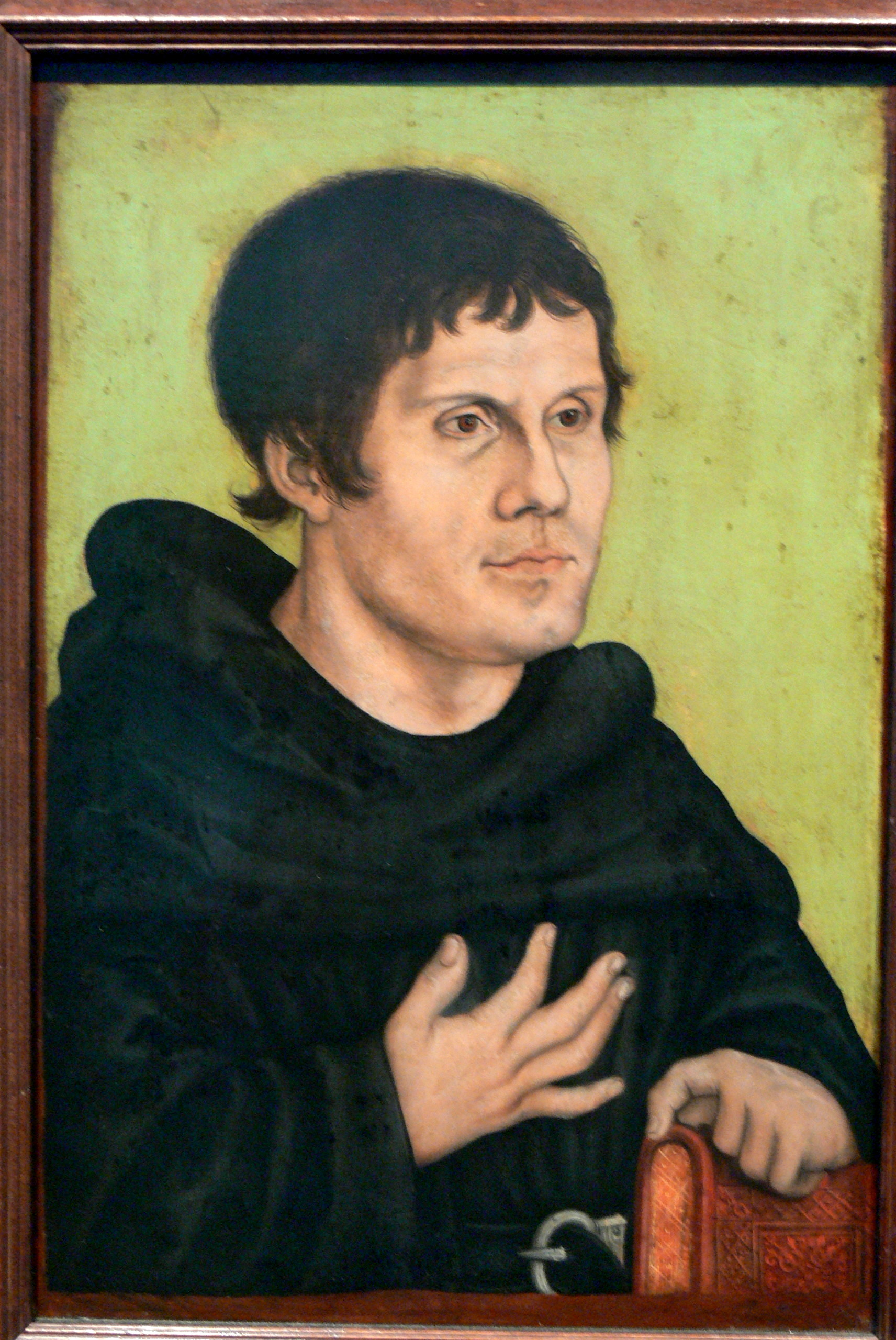
Martin Lutero giovane monaco dell'Ordine di Sant'Agostino. Dipinto di Lucas Cranach il Vecchio (dopo il 1546).

### Riforma: 1500-1658
Il cattolicesimo romano era la sola religione consolidata nel Sacro Romano Impero fino all'avvento del movimento riformatore protestante il quale cambiò drasticamente questo stato di cose. All'inizio del XVI secolo vi era molto scontento causato dagli abusi commessi dal clero come la vendita dell'Indulgenza e da un desiderio generale di riforma. Nel 1517 la Riforma prese avvio ufficialmente con la pubblicazione delle 95 tesi di Lutero le quali affermavano dettagliatamente che Martin Lutero credeva di poter dimostrare la corruzione e le deviazioni all'interno della Chiesa.
Le tesi esposte mostravano il disaccordo di Lutero sia con il modo in cui il clero superiore usava e abusava del potere concessogli sia con l'idea stessa del papato. Nel 1521 Lutero fu bandito dalla Dieta di Worms (1521), ma la riforma si diffuse lo stesso con molta rapidità. Lutero per la prima volta tradusse la Bibbia dalla lingua latina alla lingua tedesca, giungendo a stabilire in tal modo la base stessa del linguaggio.
Un fatto curioso è dato dal fatto che Lutero parlasse un dialetto che aveva un'importanza minore all'interno del tedesco di quel tempo. Dopo la pubblicazione della propria Bibbia il suo dialetto si è evoluto in quello che è oggi il tedesco moderno. Con la Protesta di Spira da parte dei principi luterani presso la Dieta di Spira (vedi Dieta di Spira (1529)) e il loro rifiuto della Confessione augustana presso la Dieta di Augusta emerse una Chiesa luterana separata.
A partire dal 1545 iniziò in Germania la Controriforma. La sua forza principale venne fornita dalla Compagnia di Gesù di nuova fondazione; essa riuscì a ripristinare il cattolicesimo in molte aree, tra cui la Baviera. Per la prima volta il Sacro Romano Impero divenne religiosamente diversificato. Per lo più gli Stati della Germania settentrionale e centrale divennero protestanti (principalmente luterani, ma anche calvinisti/riformati, mentre gli Stati della Germania meridionale e della Renania rimasero in gran parte cattolici.
Nel 1547 l'Imperatore del Sacro Romano Impero Carlo V d'Asburgo riuscì a sconfiggere la Lega di Smalcalda, un'alleanza di governanti protestanti. La pace di Augusta nel 1555 portò al riconoscimento della fede luterana, ma il trattato prevedeva anche che la religione di uno Stato fosse quella del suo sovrano, il Cuius regio, eius religio.
Nel 1608-09 si formarono l'Unione evangelica e la lega cattolica. La guerra dei trent'anni (1618-48) fu combattura principalmente nelle terre tedesche, ma coinvolsero la maggior parte dei paesi europei. Fu in gran parte una vera e propria "guerra di religione" tra protestanti e cattolici.

### 1790-1870
Due sviluppi principali riuscirono a ricondizionare la religione in Germania dopo il 1814. Un movimento trasversale presente nelle varie regioni cercò di unificare le più grandi chiese luterane con le più piccole chiese riformate; vi riuscirono in Baden, Nassau e Baviera. Tuttavia il sovrano del regno di Prussia Federico Guglielmo III di Prussia si mostrò determinato a gestire l'unificazione interamente a proprio modo, senza alcuna consultazione.
Il suo obiettivo primario divenne quello di unificare le varie chiese protestanti e d'imporre un'unica liturgia standardizzata, l'organizzazione ecclesiastica e perfino l'architettura delle cappelle. L'obiettivo a lungo termine fu quello di avere un controllo regio pienamente centralizzato di tutte le chiese protestanti. In una serie di proclami lungo vari decenni si formò l'Unione prussiana delle chiese evangeliche, riunendo in tal modo i numerosi luterani e i minoritari appartenenti ad altre chiese protestanti.
Il governo della Prussia giunse così ad ottenere il pieno controllo sugli affari ecclesiastici, con il re stesso riconosciuto come il suo vescovo principale. L'opposizione all'unificazione provenne dai vecchi luterani della Slesia che si aggrapparono strettamente alle forme teologiche e liturgiche che avevano continuato a seguire fin dai tempi di Lutero. Il governò tentò di colpirli quindi essi si dettero all'anonimato e alla macchia.
In decine di migliaia migrarono nell'Australia Meridionale e soprattutto negli Stati Uniti d'America ove formarono la Chiesa luterana-Sinodo di Missouri, che rimane fortemente letterale nella sua interpretazione biblica, distinti in questo dai luterani che perseguono un approccio maggiormente contestualistico. Infine nel 1845 il nuovo re Federico Guglielmo IV di Prussia offrì un'amnistia generale e consentì ai Vecchi luterani di formare un'associazione ecclesiale separata con un controllo governativo solo nominale.
Dal punto di vista religioso del tipico cattolico o protestante furono in quel periodo in corso grandi cambiamenti in termini di una religiosità molto più personalizzata che si concentrava sull'individuo più che sulla Chiesa o sulla cerimonia. Il razionalismo sviluppatosi alla fine del XVIII secolo scomparve e vi fu una nuova enfasi posta sulla psicologia e il sentimento individuale, specialmente in termini di contemplazione, di senso del peccato, di redenzione, di misteri e delle rivelazioni del cristianesimo.
I ritorni del pietismo furono assai comuni tra i protestanti. Tra i cattolici vi fu invece un forte aumento del pellegrinaggio popolare. Solo nel 1844 mezzo milione di pellegrini fece un pellegrinaggio fino alla città di Treviri nella Renania pe poter vedere la Sacra Tunica o abito di Gesù, che si diceva essere l'abito che Gesù indossava sulla via della sua crocifissione.
I vescovi cattolici in Germania erano stati storicamente largamente indipendenti da Roma, ma ora il Vaticano cominciò ad esercitato un controllo crescente, un nuovo "ultramontanismo" dei cattolici altamente fedeli a Roma. Nel 1837-38 nella Renania, in gran parte cattolica, scoppiò una brutale controversia sull'educazione religiosa dei figli di matrimoni misti, dove la madre era cattolica e il padre invece protestante.
Il governo fece approvare delle leggi per richiedere che questi bambini fossero sempre cresciuti come protestanti, contrariamente al codice napoleonico che precedentemente aveva prevalso e che permetteva ai genitori di prendere la decisione. Venne fatto mettere agli arresti domiciliari l'arcivescovo cattolico. Nel 1840, il nuovo re Federico Guglielmo IV di Prussia cercò la riconciliazione e concluse la controversia accettando la maggior parte delle richieste cattoliche. Tuttavia le memorie cattoliche rimasero profonde e portarono ad un sentimento che voleva i cattolici aver sempre bisogno di stare insieme ed uniti davanti a un governo sempre poco affidabile.

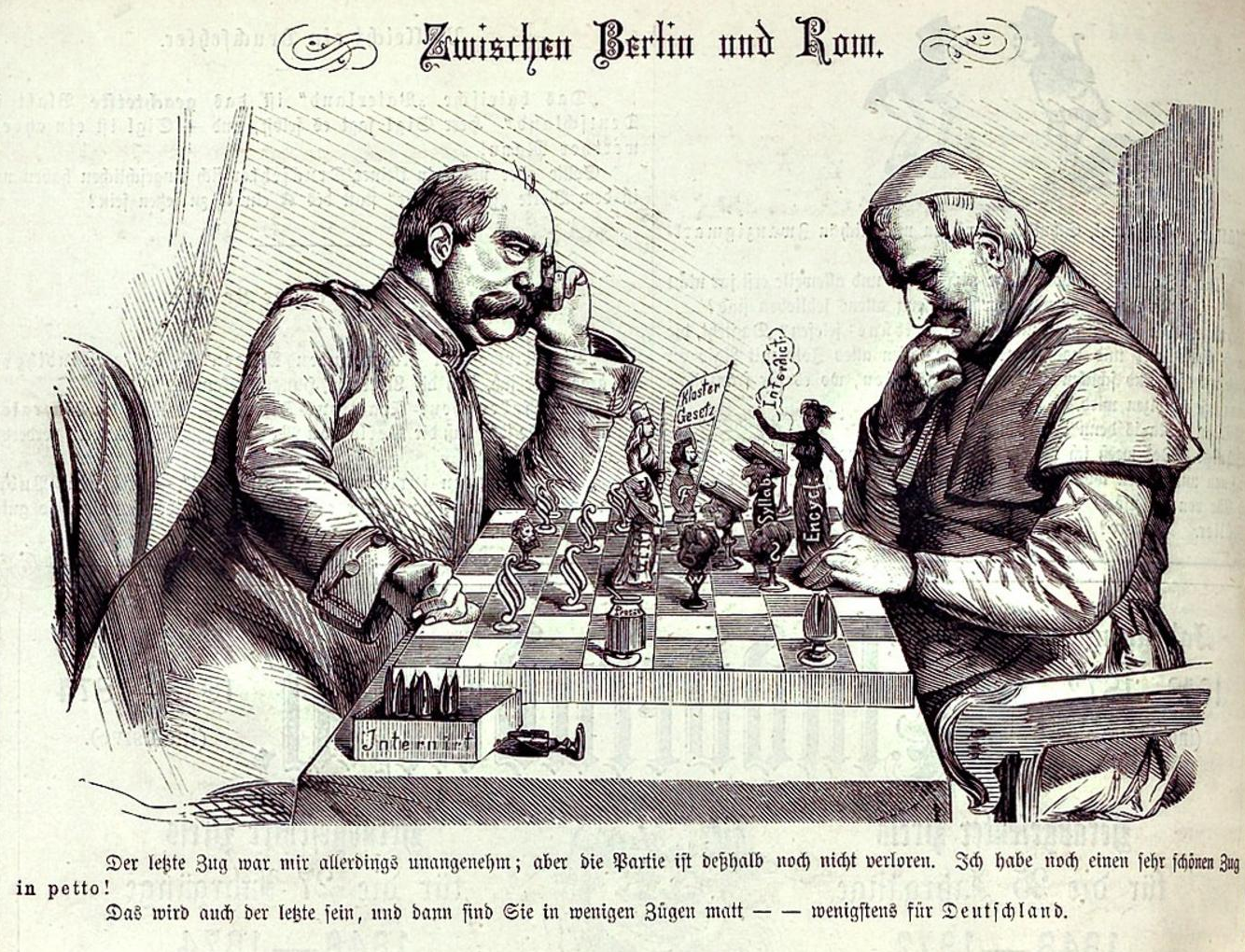
Otto von Bismarck e Papa Pio IX mentre giocano a scacchi in una vignetta del 1875.

### Kulturkampf: 1870
Otto von Bismarck, primo Cancelliere del Reich non tollerò alcuna base di potere al di fuori della Germania - cioè in Vaticano - volendo sempre avere l'ultima parola negli affari tedeschi. Egli lanciò una Kulturkampf ("guerra culturale") contro il potere del papa e della Chiesa cattolica nel 1873, ma questo avvenne solo in territorio prussiano. Ciò riuscì ad ottenere un forte sostegno da parte dei liberali tedeschi, che vedevano la Chiesa cattolica come un bastione di reazione e il loro più grande nemico. L'elemento cattolico a sua volta vedeva i membri del "Partito Nazionale Liberale", i quali erano spesso protestanti, come il loro peggior nemico e formarono il Partito di Centro Tedesco.
Ai cattolici, sebbene fossero all'incirca un terzo della popolazione nazionale, raramente venne permesso di avere posizioni importanti nel governo imperiale o nel governo prussiano. Dopo il 1871 vi fu una "purga" sistematica di cattolici; nel potente ministero degli interni, che affrontava tutti gli affari della polizia, l'unico cattolico era un ragazzo portaordini. Gli ebrei erano altresì pesantemente soggetti a discriminazione.
La maggior parte della Kulturkampf venne combattuta in territorio prussiano, ma la Germania dell'impero tedesco fece passare la cosiddetta Kanzelparagraph (la legge del pulpito) sulla base della quale venne considerato come un crimine per qualsiasi chierico il discutere delle questioni pubbliche in un modo che dispiacesse al governo. Quasi tutti i vescovi, i chierici e i laici cattolici rifiutarono la legittimità delle nuove leggi e furono costretti ad affrontare le pene e le incarcerazioni sempre più pesanti imposte dal governo di Bismarck. Lo storico canadese Anthony Steinhoff riporta questi dati in proposito:
L'ambasciatore britannico Odo Russell, I Barone Ampthill riferì a Londra nell'ottobre 1872 su come i piani di Bismarck stessero ripiegando rafforzando la posizione ultramontana (pro-papale) all'interno del cattolicesimo tedesco:
Bismarck sottovalutò la decisione della Chiesa cattolica e non previde gli estremi che questa lotta avrebbe comportato. La Chiesa cattolica denunciò la nuova dura legislazione come preminentemente anti-cattolica, raccogliendo così il sostegno dei suoi vescovi e dei suoi affilati in tutto il paese. Nelle elezioni seguenti il Centro guadagnò un quarto dei seggi della "Dieta Imperiale".
Il conflitto si concluse solo dopo il 1879 perché Pio IX morì nel 1878 e Bismarck ruppe con i liberali per il suo voler mettere un'enfasi principalmente sulle tariffe doganali, sulla politica estera e nell'attaccare i socialisti (vedi le leggi antisocialiste). Bismarck negoziò con il nuovo papa Leone XIII il quale si dimostrò essere conciliante.

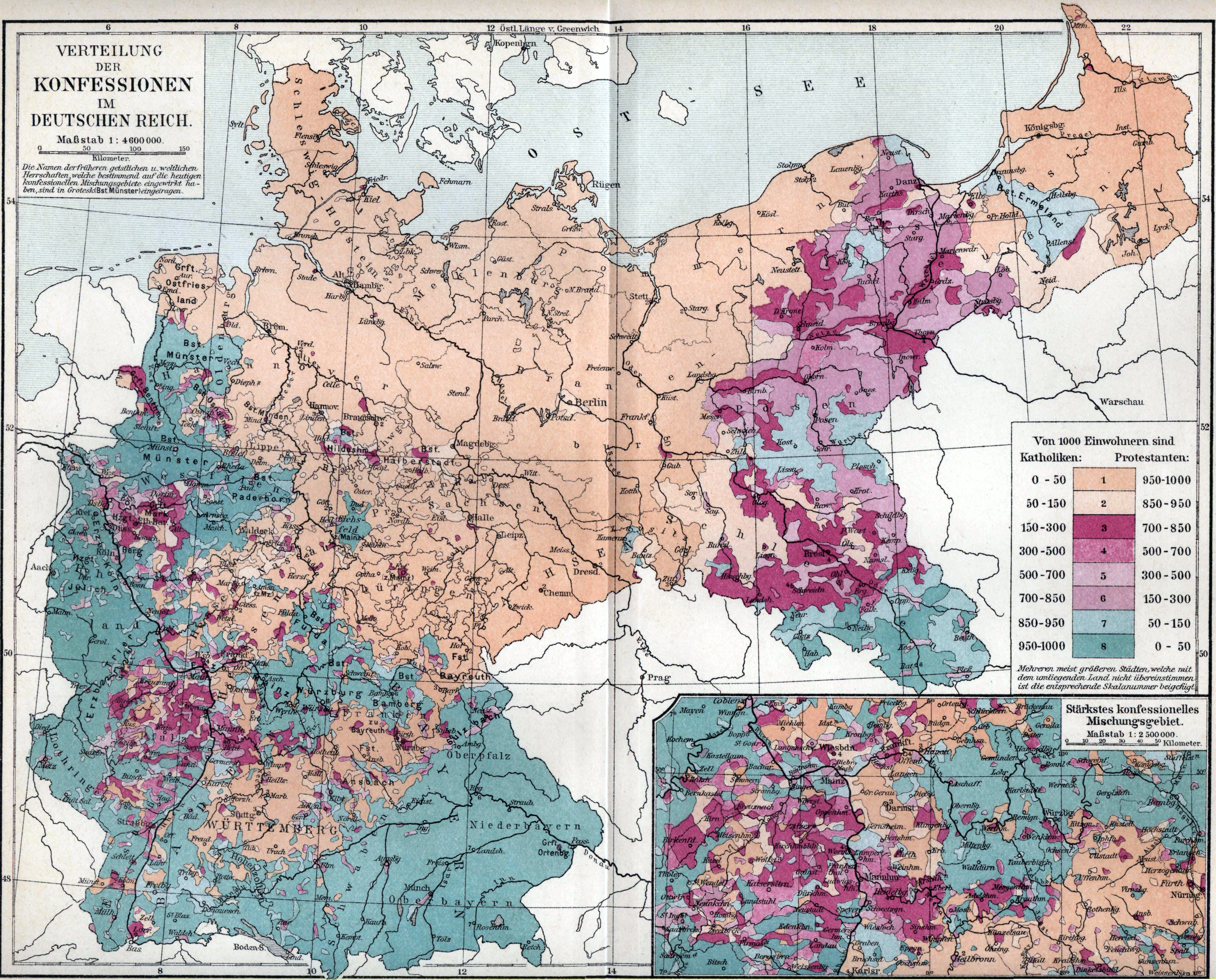
La situazione religiosa dell'Impero tedesco nel 1895. Le zone marroncine, viola e rosa sono prevalentemente protestanti, quelle color lilla e blu a prevalenza cattolica.

La pace religiosa venne ripristinata, i vescovi tornarono al loro posto e i chierici prigionieri furono liberati. Le leggi anticattoliche vennero ridotte o ritirate ("Legge di attenuazione 1880-1883" e "leggi di pace 1886/87"), ma rimasero in vigore i regolamenti principali come la "Legge del Pulpito" e le leggi in materia di istruzione, registro civile (incluso il matrimonio) o la disaffiliazione religiosa. Il Centro politico guadagnò forza e finì col diventare un alleato di Bismarck, soprattutto quando egli si mise ad attaccare il socialismo.

### Libertà di religione: 1949-presente
Le costituzioni nazionali e del 1949 garantiscono la libertà di fede e di religione; in precedenza queste libertà furono citate solo nelle specifiche costituzioni statali. La Legge fondamentale della Repubblica Federale di Germania del 1949 afferma inoltre che nessuno può essere discriminato a causa della propria fede o delle opinioni religiose. Nessuna chiesa di Stato esiste in Germania.
Le comunità religiose che sono di dimensione e stabilità sufficienti e sono fedeli alla costituzione possono essere riconosciute come "Körperschaften öffentlichen Rechtes" (società legale). Ciò dà loro dei privilegi, ad esempio quello di poter insegnare la religione nelle scuole statali (come sancito dalla costituzione federale, anche se alcuni Lander ne sono esenti) e raccogliendo le spese di adesione da parte del dipartimento delle entrate tedesche come "Tassa della Chiesa": un sovrapprezzo tra l'8 e il 9% dell'imposta sul reddito. Lo status si riferisce principalmente alla Chiesa cattolica romana, la principale linea protestante EKD, una serie di chiese libere evangeliche e le comunità ebraiche. Ci sono state molte discussioni sulla possibilità di consentire anche ad altri gruppi religiosi come i musulmani di poter entrare in questo sistema.
Nell'ex stato comunista della Repubblica Democratica Tedesca le chiese cristiane sono state fortemente limitate dal governo. Nel XXI secolo i territori tedeschi orientali, inclusa la capitale Berlino, sono i meno religiosi e i più secolarizzati dell'intera nazione.

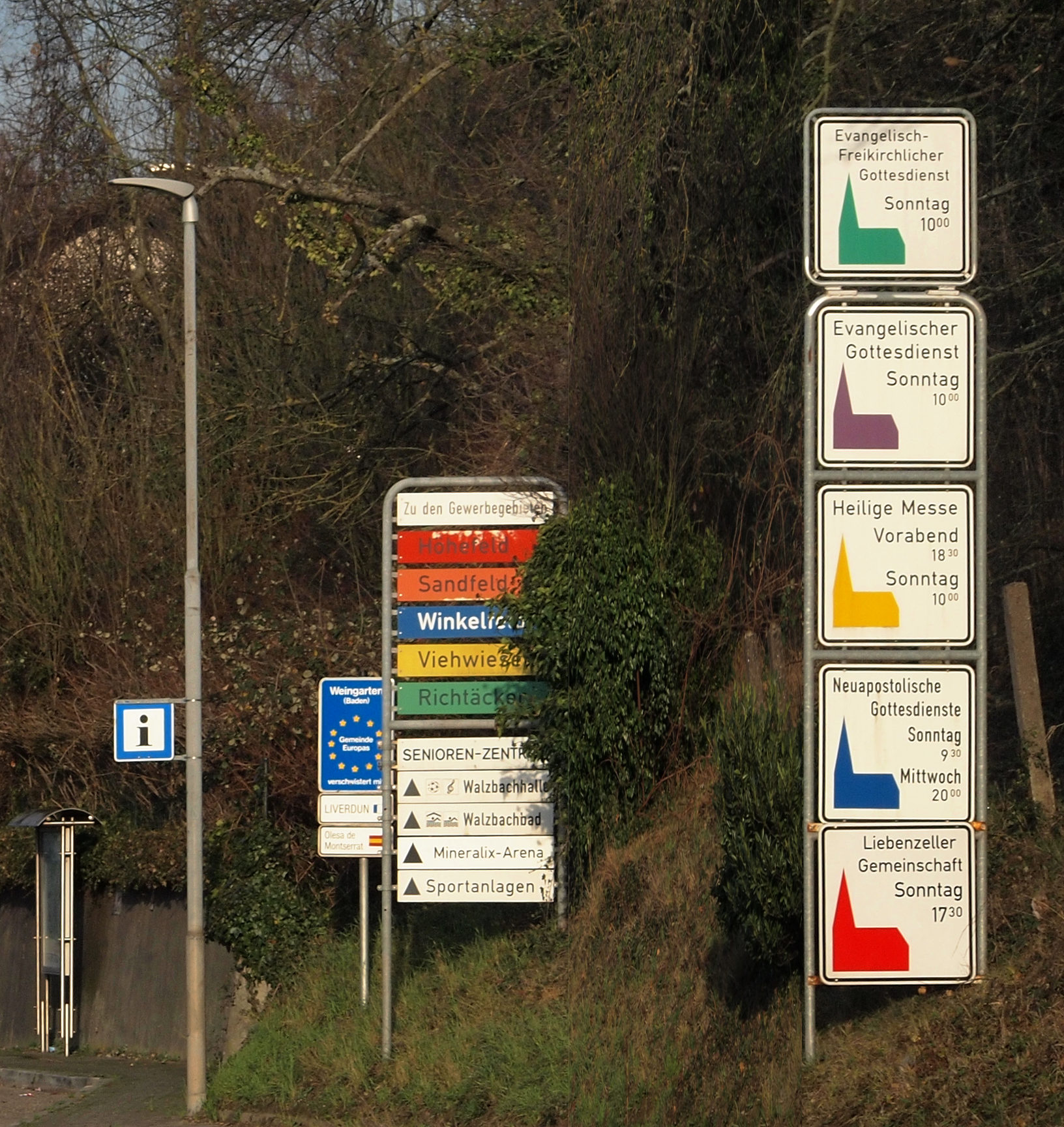
A partire dal 2008 tutte le confessioni religiose vengono presentate sulla segnaletica stradale.

## Statistiche
Il cristianesimo è la più grande religione presente in Germania con circa 45,8 milioni di aderenti (55,1%) nel 2019, di cui 22,6 milioni sono cattolici (27,2%) e 20,7 milioni protestanti (24,9%). La Chiesa ortodossa ha 1,5 milioni di membri o l'1,9% degli abitanti. Le altre chiese cristiane di minoranza insieme formano meno dell'1,1% della popolazione totale.

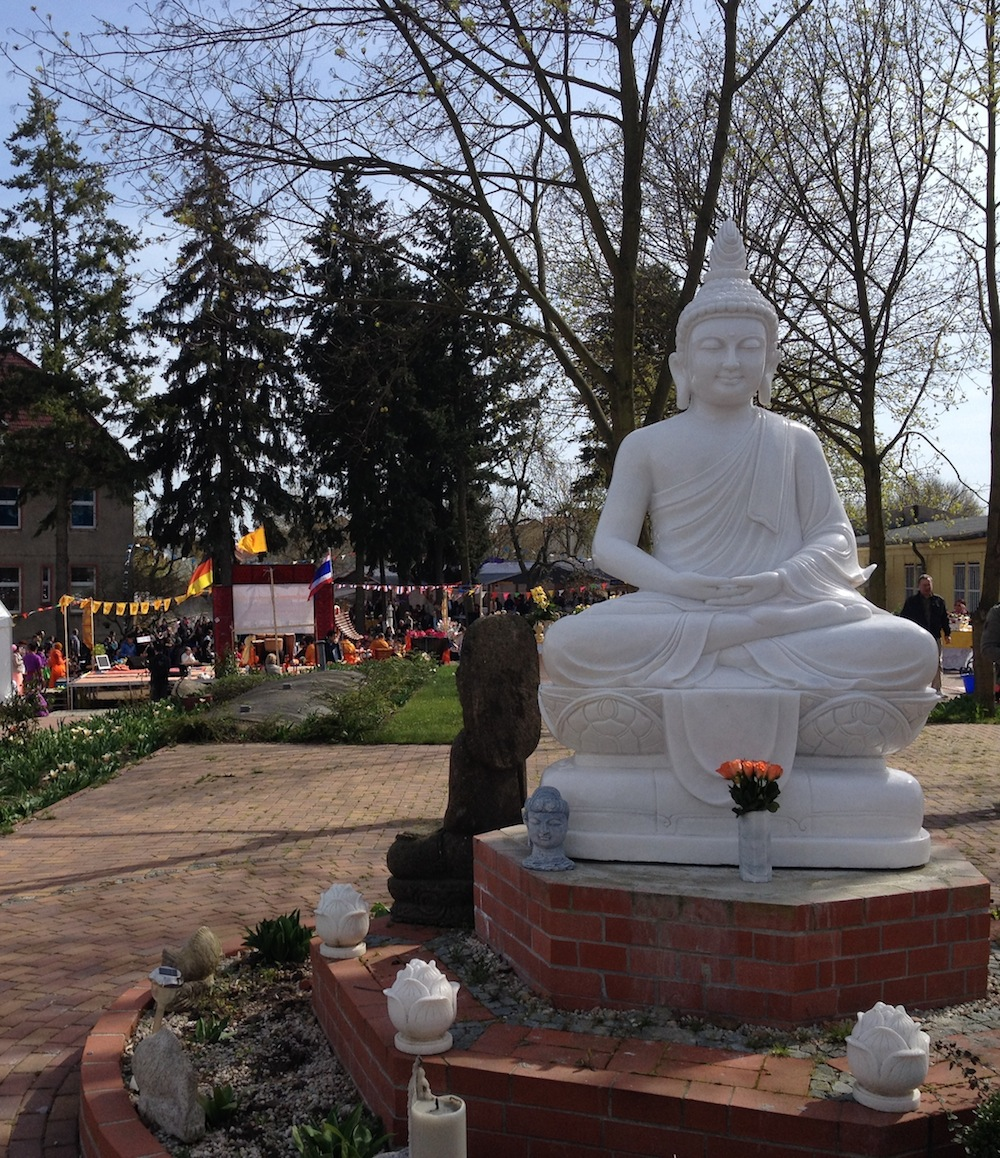
Statua dedicata a Gautama Buddha in un centro del buddhismo Theravada Thai a Berlino.

La seconda più grande religione è l'islam con 2,1-4,5 milioni di aderenti (tra il 2,6% e il 5,5%), seguito dal buddhismo con circa 270,000 affiliati. L'ebraismo conta all'incirca 100.000 persone, anche se a questi si potrebbero aggiungere ulteriori 90.000 cittadini il cui status religioso non è chiaro.
L'induismo ha circa 100.000 fedeli. Tutte le altre comunità religiose esistenti in Germania hanno meno di 50.000 (<0.1%) membri. Circa il 37,8% della popolazione esprime un'esplicita irreligiosità.
Il protestantesimo si concentra soprattutto nel nord e nell'est, mentre la Chiesa cattolica romana è concentrata nel sud e all'ovest. Papa Benedetto XVI (2005-2013) è nato in Baviera. La popolazione non religiosa, compresi coloro che professano l'ateismo e l'agnosticismo, potrebbero costituire fino al 55% del totale degli abitanti e sono particolarmente numerosi nell'ex Repubblica Democratica Tedesca e nelle grandi aree metropolitane.
Della popolazione complessiva del paese tra l'1,3-1,9% si dichiarano cristiani ortodossi: principalmente serbi e greci.
La maggior parte dei musulmani professano il sunnismo e l'Alevismo e provengono dalla Turchia, ma esiste anche una sparuta minoranza di aderenti allo Sciismo e ad altre correnti islamiche.
La Germania ha la terza maggiore popolazione ebraica dell'intera Europa (dopo la Francia e il Regno Unito). Nel 2004 due volte più ebrei si sono stabiliti in Germania provenendo dalle ex repubbliche dell'Unione delle Repubbliche Socialiste Sovietiche rispetto che in Israele, portando la popolazione ebraica totale a oltre 200.000 contro i 30.000 di prima della riunificazione tedesca. Le grandi città con popolazioni ebraiche significative includono Berlino, Francoforte sul Meno e Monaco di Baviera.
Circa 270.000 buddhisti praticanti vivono in Germania; il 50% di essi sono immigrati asiatici.
Secondo il censimento del 2011 i cattolici sono 24.740.380 o il 30,8% della popolazione tedesca; gli evangelici 24.328.100 o il 30,3%; altri, atei o non specificati 31.151.210 ossia il 38,8% dell'intera popolazione.

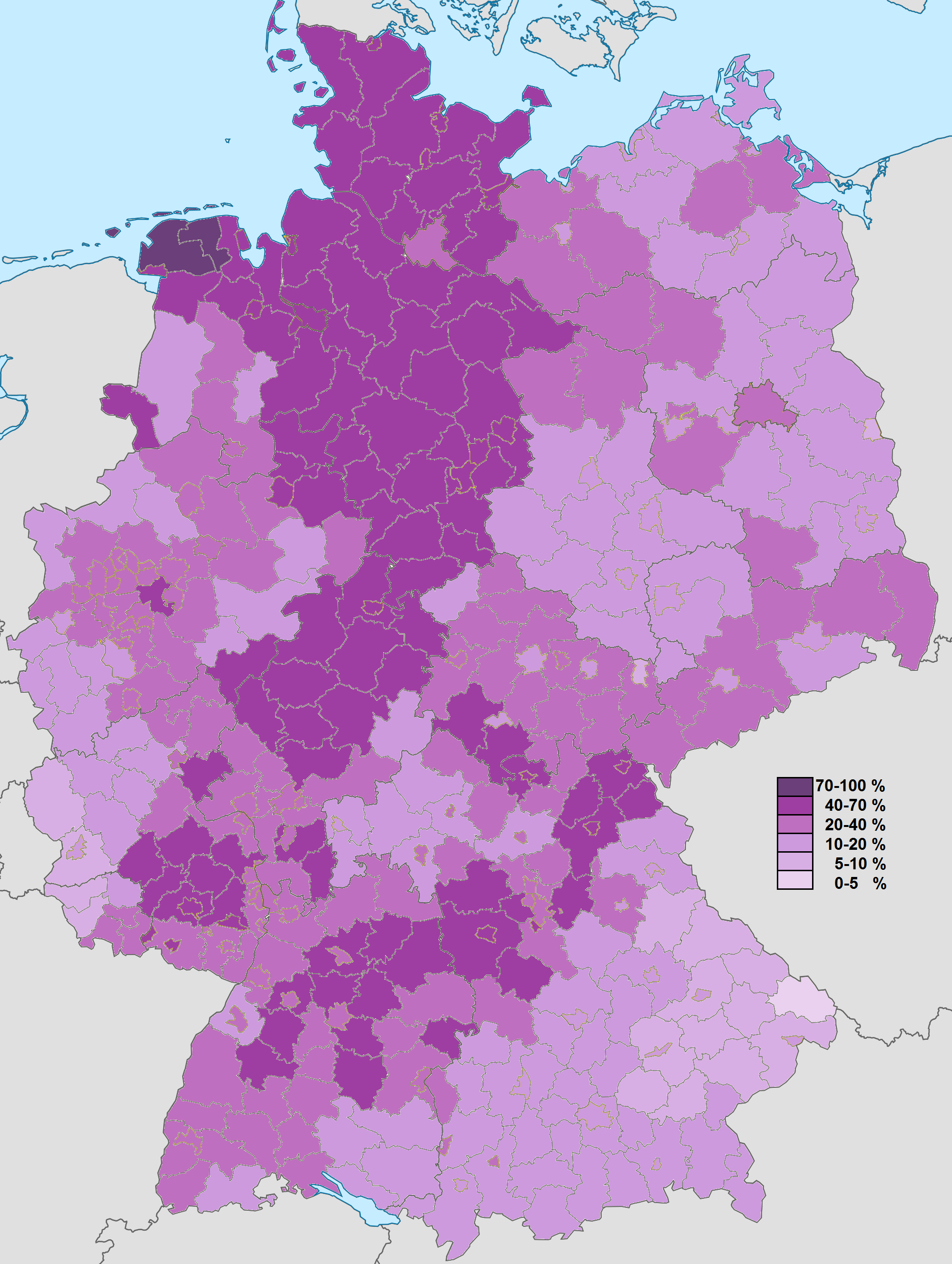
Popolazione evangelica nel 2011
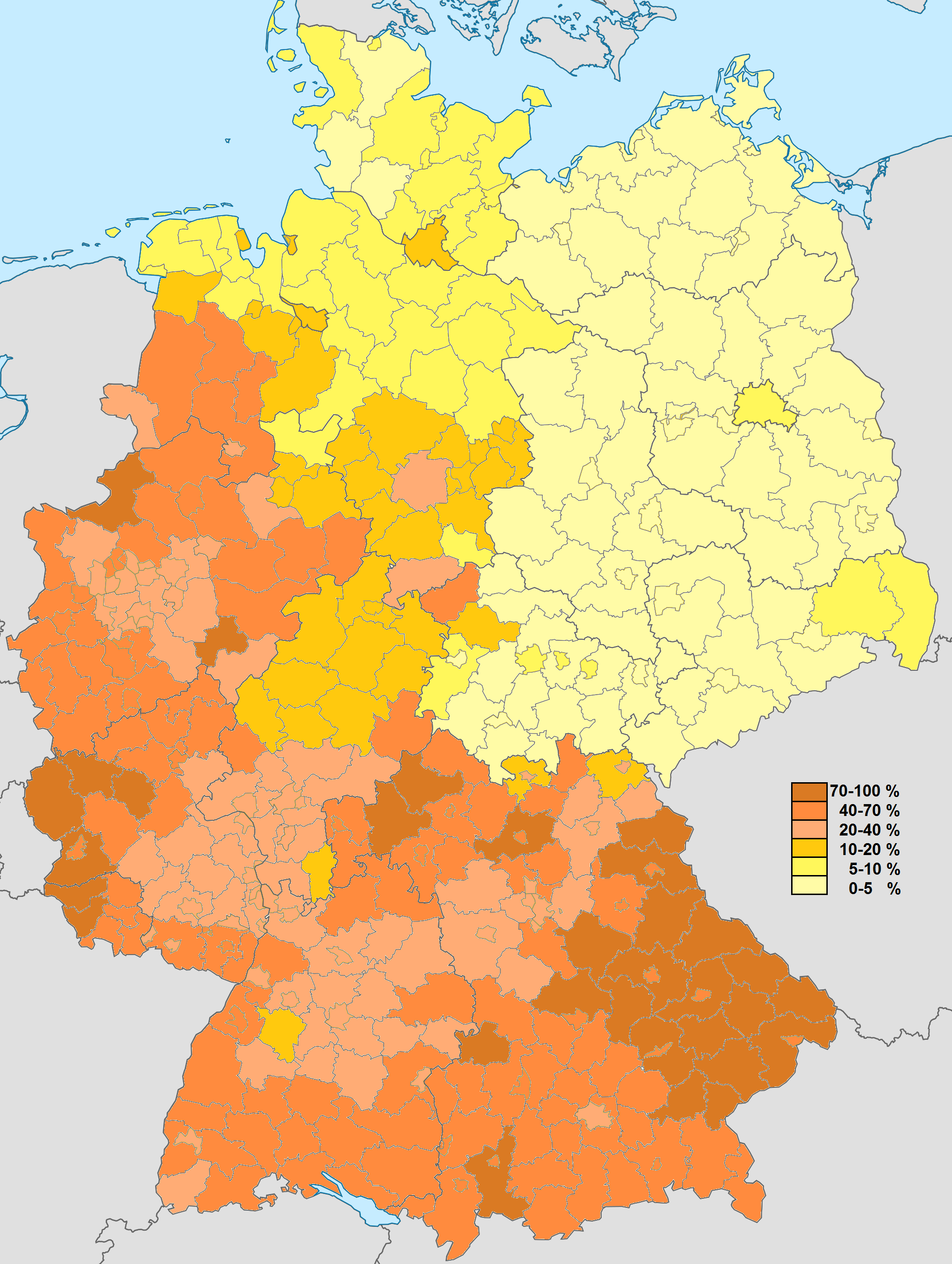
Cattolici
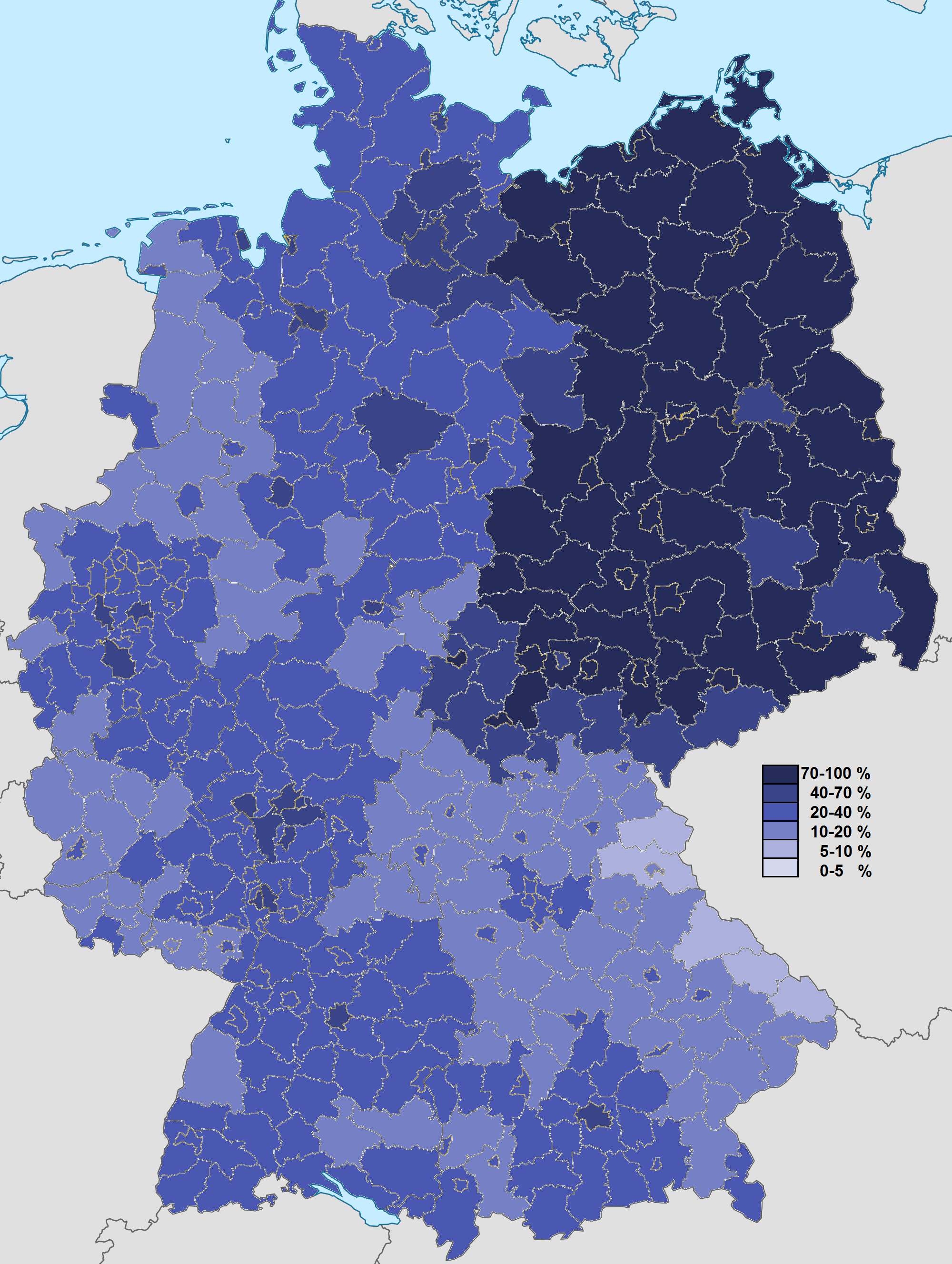
Altre religioni (inclusi i non religiosi)

## Religioni abramitiche

### Cristianesimo
Al momento della sua fondazione nel 1871 l'impero tedesco era per circa 2/3 protestante (il protestantesimo tedesco è stato in gran parte una miscela di chiese affiliate al luteranesimo, riformate (del calvinismo) e unite (luterane e riformate/calviniste), con il battismo, il pentecostalismo, il metodismo e vari altri gruppi protestanti che rappresentano solo uno sviluppo recente) e per 1/3 cattolico, con una notevole minoranza ebraica; esistevano anche altre fedi, ma non hanno mai raggiunto una qualche significatività demografica o un impatto culturale pari alle tre confessioni del monoteismo.
Secondo i dati del 2019 il cristianesimo con 45,8 milioni di membri (55,1%) è la religione più ampiamente praticata in Germania, con la Chiesa evangelica in Germania che comprende il 24,9% della popolazione e la Chiesa cattolica il 27,2% di conseguenza la maggioranza del popolo tedesco appartiene a una delle comunità cristiane, anche se molti di loro non prendono attivamente parte alla vita della Chiesa. Circa l'1,9% della popolazione è ortodossa orientale.
Chiese indipendenti e del Congregazionalismo esistono in tutte le città più grandi e in molti dei centri urbani minori, ma la maggior parte di esse sono piccole comunità. Una di queste è la comunione confessionale denominata Chiesa evangelico-luterana indipendente.

#### Protestantesimo

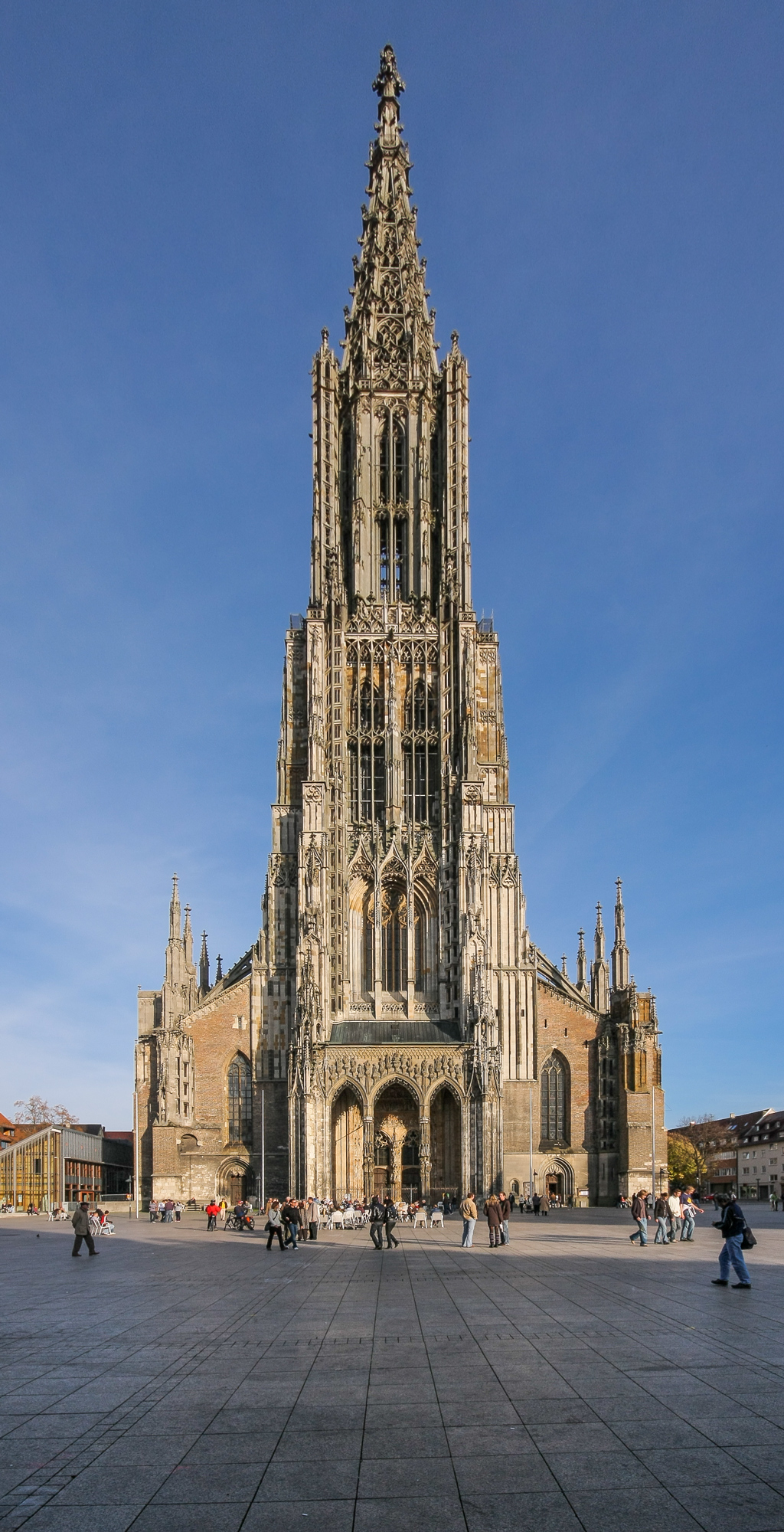
Il Duomo di Ulma luterano.

- Chiesa evangelica in Germania - 20.700.000 (24.9%)[4].
- "Aussiedler-Baptisten" (immigrati affiliati al Battismo) - 300-380.000[41].
- Chiese protestanti libere dell'Evangelicalismo/Movimento carismatico - 232.000[42].
- Battismo tedesco (soprattutto "Bund Evangelisch-Freikirchlicher Gemeinden in Deutschland KdöR") - 86.500[41].
- Metodismo - 65.638[42].
- "Christliche Versammlungen"/"Freier Brüderkreis"/"Fratelli di Plymouth" - 45.000[43].
- Pentecostalismo ("Bund Freikirchlicher Pfingstgemeinden") - 40.000.
- "Chiesa evangelico-luterana indipendente" - 43.000[44].
- Mennoniti - 39.414[43].
- "Chiesa Evangelica Metodista" ("Evangelisch-methodistische Kirche"), parte della Chiesa metodista unita mondiale - 38.000.
- Chiesa cristiana avventista del settimo giorno - 36.000.
- "Apostelamt Jesu Christi" - 20.000[45].
- "Bund Evangelisch-reformierter Kirchen Deutschlands" (Calvinismo - 13.000
- Chiese Elim (parte del Pentecostalismo) - 10.000.
- "Chiesa danese nello Schleswig-Holstein" - 6.500.
- "Gemeinde der Christen-Ecclesia" - 4.000[44].
- "Chiesa luterana evangelica nel Baden" - 3.500.
- Chiesa del Nazareno - 1.984[42].
- "Chiesa luterana evangelica libera" 1.300[46].

#### Chiesa cattolica

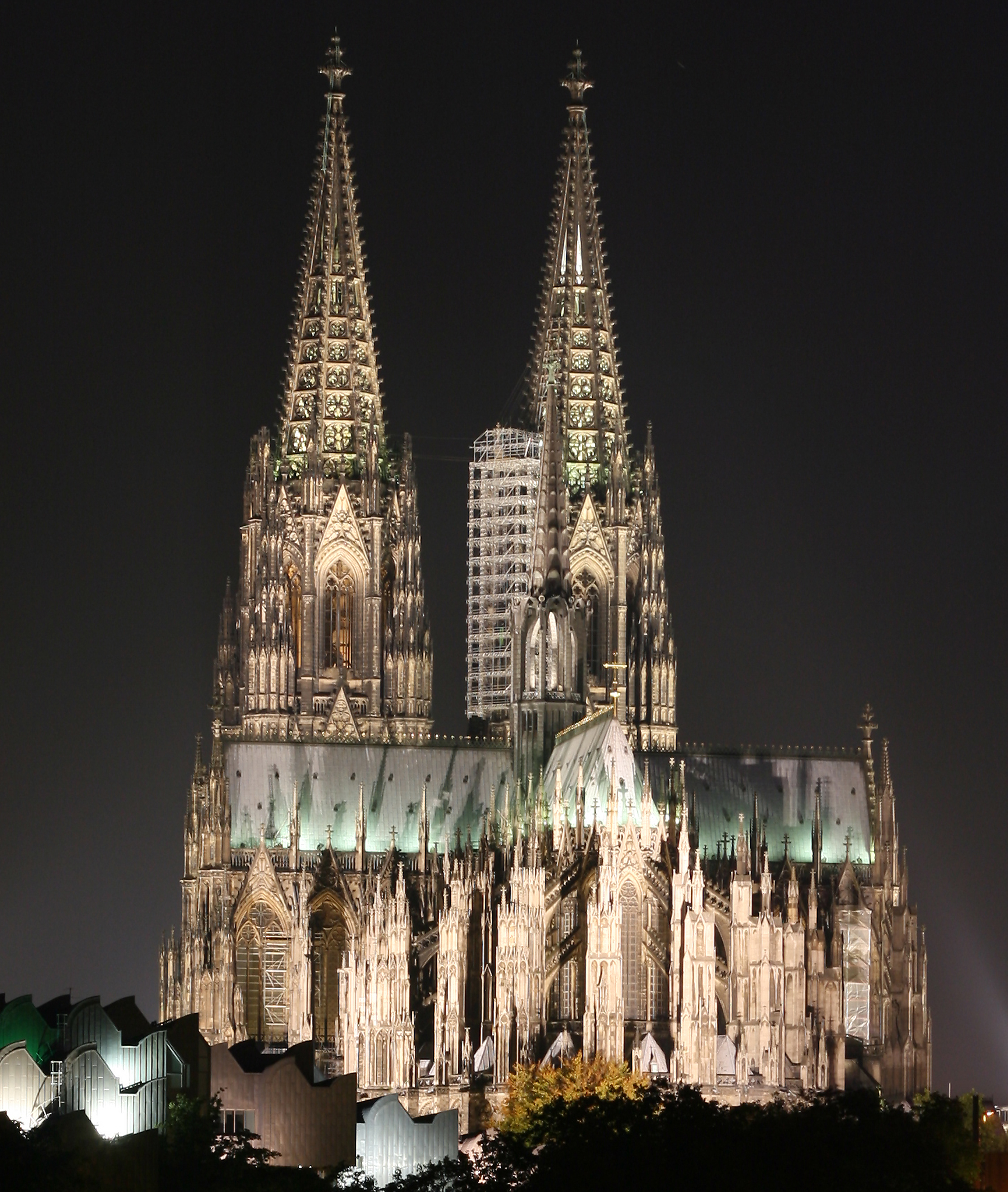
La Cattedrale di Colonia è un Patrimonio dell'umanità stabilito dall'UNESCO.

- Chiesa cattolica in Germania - 22.600.000 (27.2%)[4].
- Diocesi cattolica per i veterocattolici in Germania - 15.000[6].
- Chiesa maronita - 6.000[6].

#### Chiesa ortodossa e Cristianesimo ortodosso orientale
- Patriarcato ecumenico di Costantinopoli/Chiesa greco-ortodossa - 450.000[41].
- Chiesa ortodossa rumena - 300.000[41].
- Chiesa ortodossa serba - 250.000[6][41].
- Chiesa ortodossa russa - 150.000[6].
- Chiesa ortodossa bulgara - 66.000[6].
- Chiesa ortodossa siriaca - 55.000[6].
- Chiesa apostolica armena - 35.000[42].
- Chiesa ortodossa etiope - 13.000[42].
- Chiesa ortodossa autocefala ucraina - 3.600[44].
- Chiesa ortodossa copta - 3.000[42].
- Chiesa ortodossa ucraina - Patriarcato di Kiev - 1.000.

#### Altri
- Chiesa assira d'Oriente - 10.000[42].
- Chiesa neo-apostolica - 400.000[41].
- Testimoni di Geova - 166.000[41].
- Chiesa di Gesù Cristo dei Santi degli Ultimi Giorni - 40.011[47].
- "Comunità cristiana" - 10.000
- "Apostolische Gemeinschaft" - 6.000
- "Gemeinde Christi" (Chiesa di Cristo) - 1.400
- "Johannische Kirche" - 3.500

### Ebraismo

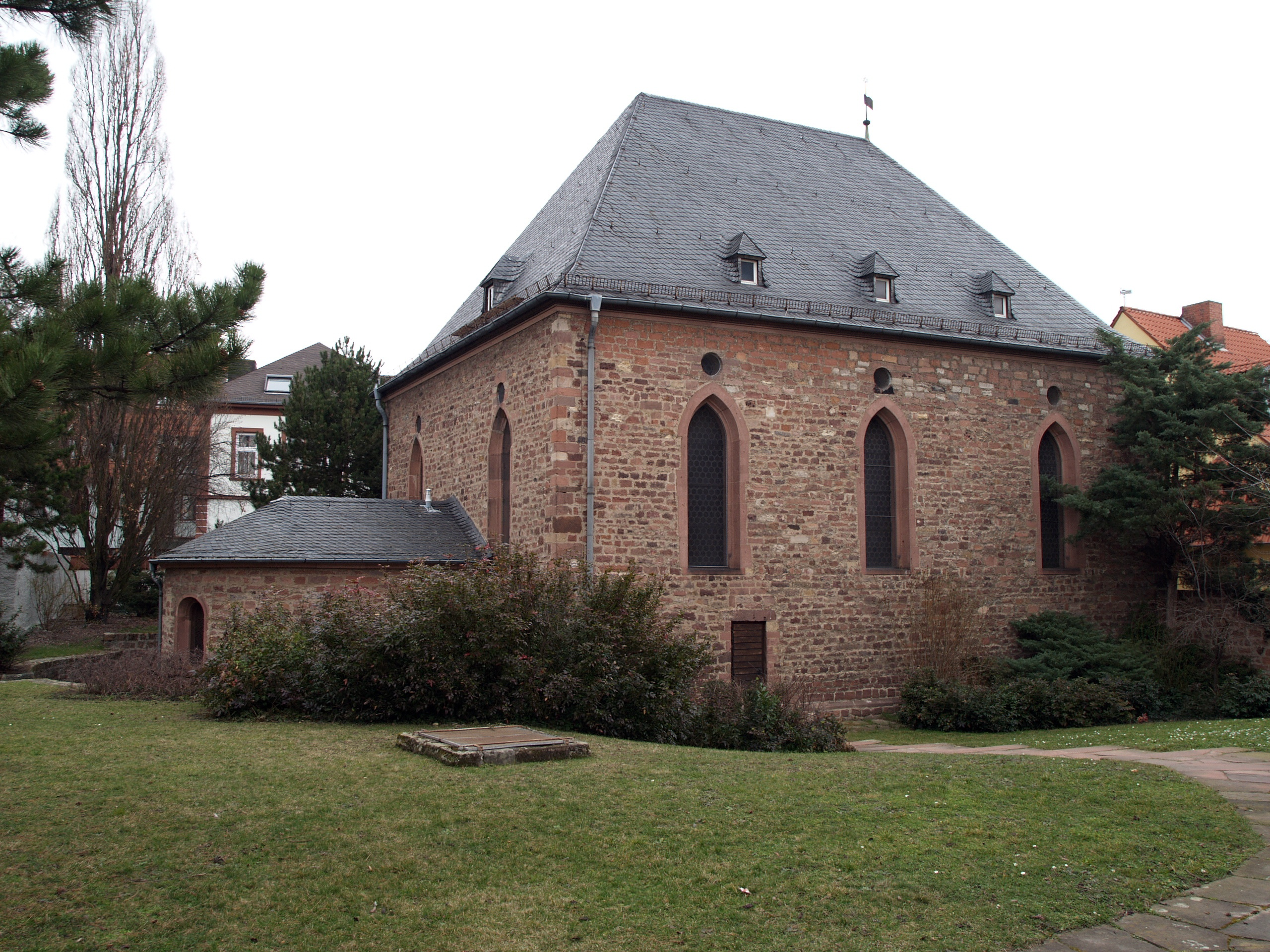
La sinagoga di Worms, costruita originariamente nel 1034, è la più antica sinagoga esistente in Germania.

Le comunità ebraiche nelle regioni di lingua tedesca possono essere fatte risalire al IV secolo. Nel 1910 circa 600.000 ebrei vivevano nell'impero tedesco. A partire dal 1990 la Germania è uno dei pochi paesi europei con una comunità ebraica che sta aumentando; soprattutto la sua capitale ospita una delle comunità a più rapida crescita in tutto il mondo.
Circa 90.000 ebrei dell'ex blocco orientale, in gran parte provenienti da paesi dell'ex-Unione delle Repubbliche Socialiste Sovietiche, si sono stabiliti in Germania dopo il crollo del muro di Berlino. Ciò è dovuto principalmente a una politica del governo tedesco che effettivamente concede un'occasione di immigrazione a chiunque - con eredità ebraica - provenga dalla Comunità degli Stati Indipendenti e dai Paesi Baltici e dal fatto che i tedeschi di oggi siano significativamente più favorevoli agli ebrei rispetto alla maggioranza degli altri popoli ex sovietici.
- Totale: 100.000 (0.1%)[5][6].
- Lo status religioso non è chiaro per altre 90.000 persone[6] provenienti dall'Europa Orientale che non hanno un'appartenenza accertata ad una qualche comunità ebraica[6].
- Unione degli ebrei progressisti in Germania: 5.000 membri[6].
- Consiglio centrale degli ebrei in Germania: 23 associazioni nazionali di 108 comunità con circa 100.500 membri nel 2014[49].

### Islam

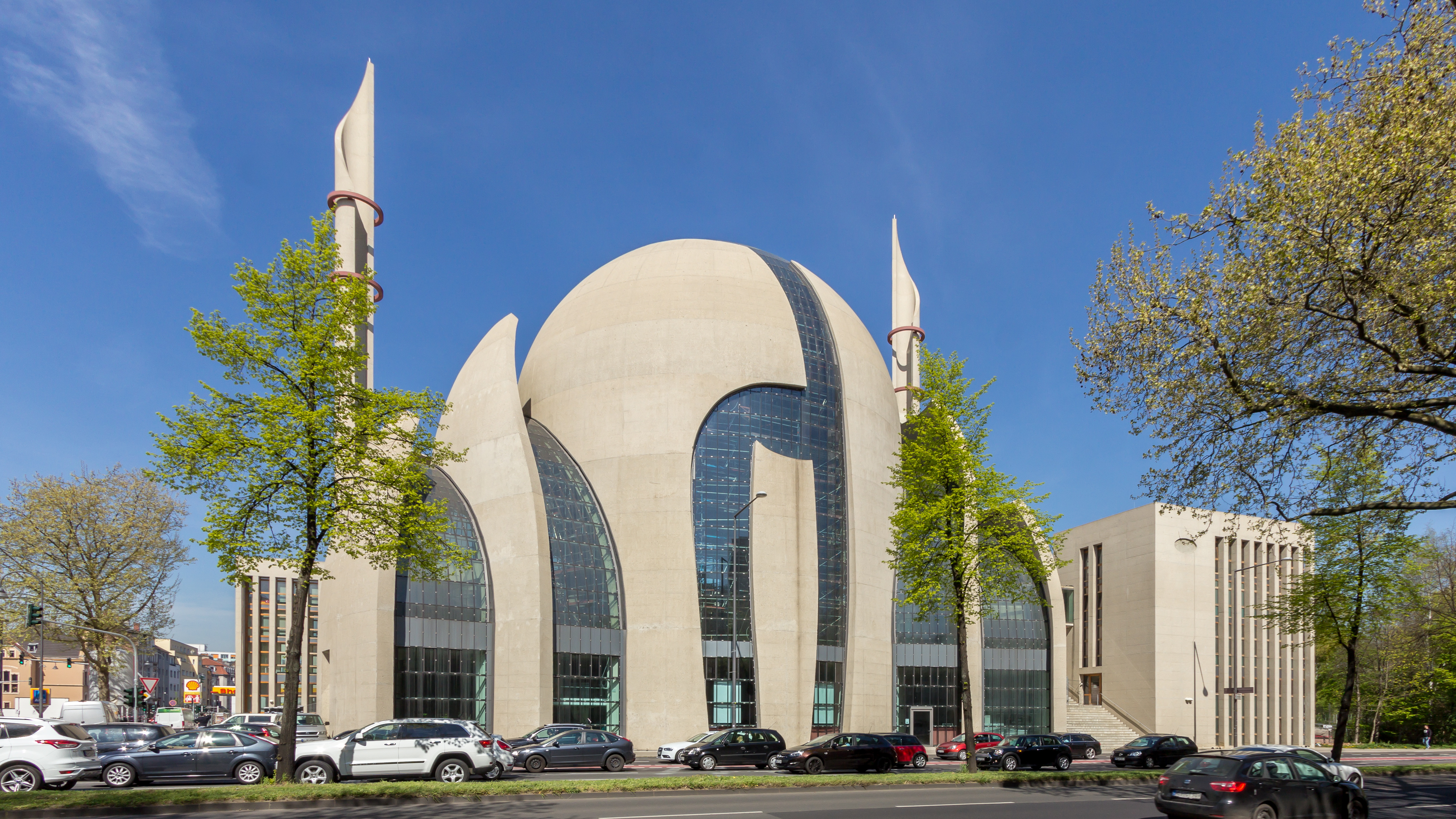
La Moschea centrale di Colonia.

L'Islam è di gran lunga maggiore religione non cristiana del paese; ci sono tra 2,1 e 4,7 milioni di musulmani. Questa mancanza di esattezza è dovuta al fatto che circa la metà dei 4,2 milioni di persone con origini nel mondo islamico non sono credenti religiosi, secondo uno studio condotto sul tema.
La maggior parte dei musulmani sono originari turchi (63,2%), seguiti da quelli provenienti dal Pakistan, dai paesi dell'ex Jugoslavia, dal mondo arabo, dall'Iran e dall'Afghanistan. Questa configurazione comprende le diverse denominazioni dell'Islam, come il Sunnismo, lo Sciismo, l'Ahmadiyya e l'Alevismo.
I musulmani sono giunti per la prima volta in terra tedesca come parte delle relazioni diplomatiche, militari ed economiche che intercorrevano tra l'impero tedesco e l'Impero ottomano nel corso del XVIII secolo. Durante la prima guerra mondiale circa 15.000 prigionieri di guerra islamici sono stati internati a Berlino.
La prima moschea è stata stabilita nel 1915 nella capitale tedesca proprio per questi prigionieri, anche se poi è stata chiusa nel 1930. Da quando il governo della Repubblica Federale Tedesca ha iniziato ad invitare i lavoratori stranieri nel 1961 la popolazione musulmana continua a crescere in una maniera costante.
- Totale: da 2,1 a 4,7 milioni (2,6-5,7%), di cui 1 milione (1,1%) ha la cittadinanza tedesca.

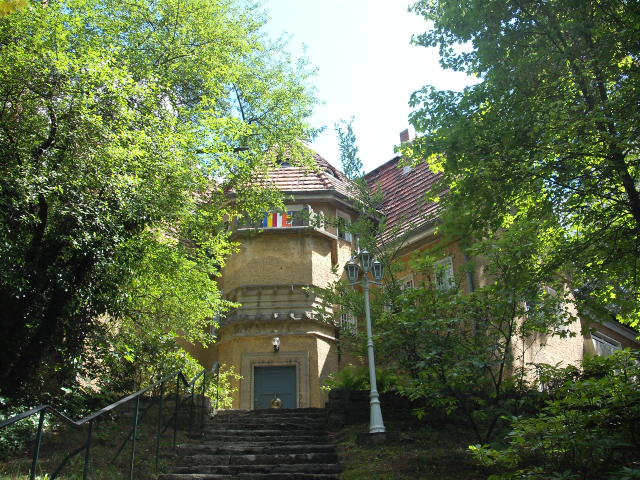
"Das Buddhistische Haus" a Frohnau.

- Sunnismo - 2.640.000[52][53].
- Alevismo - 500.000[52][53].
- Duodecimani - 225.500[52][53].
- Alauiti - 70.000[52][53].
- Ahmadiyya - 35.000-45.000[52][53][54][55].
- Sufismo - 10.000[52][53].
- Salafismo - 8.350[52].
- Ismailismo - 1.900[52][53]
- Zaydismo - 800[52][53].
- Ibaditi - 270[52][53].
- Movimento Lahore-Ahmadiyya - 60[56].

## Religioni orientali

### Buddhismo
I buddisti costituiscono il terzo gruppo in ordine di grandezza per numero di credenti dopo le diverse confessioni cristiane e l'Islam; esistono a tutt'oggi 270.000 fedeli.
La maggior parte di loro sono seguaci della scuola del buddhismo Theravada e provengono in special modo dallo Sri Lanka; vi sono inoltre seguaci del Buddhismo Vajrayāna facente riferimento al Buddhismo tibetano e praticanti del Buddismo Nichiren e dello Zen principalmente originari del Giappone.
Circa 59.000 buddhisti provengono dalla Thailandia e seguono la scuola Theravada; essi condividono 48 templi indù e formano una delle più grandi comunità buddhiste di origine asiatica del paese. La maggior parte delle diverse scuole e organizzazioni buddhiste sono membri dell'associazione senza fini di lucro "Deutschen Buddhistischen Union e.V.".

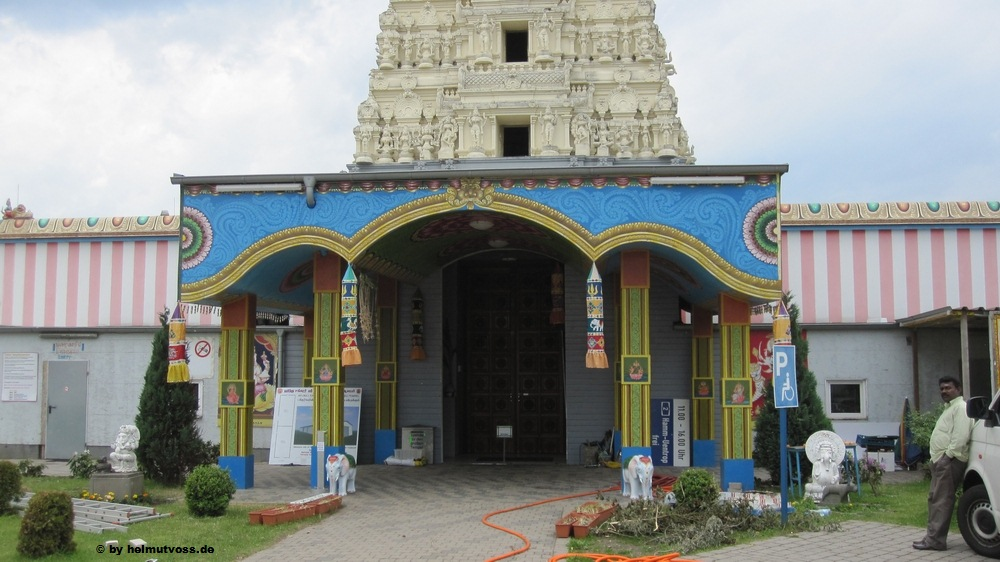
Il Mandir di Hamm.

### Induismo
Ci sono circa 100.000 affiliati all'induismo che vivono in Germania; la maggior parte di essi sono Tamil immigrati dal Ceylon (da 42 a 45.000 circa); quelli originari dell'India sono tra i 35 e i 40.000; quelli di origine tedesca o europea sono circa 7.500 e circa 5.000 indù sono originari dell'Afghanistan. Ci sono anche indù provenienti dal Nepal, ma costituiscono una ristretta minoranza.
Vi sono inoltre degli indù che sono seguaci dei cosiddetti nuovi movimenti religiosi o delle sette giovanili come l'Associazione internazionale per la coscienza di Krishna o la meditazione trascendentale. Queste organizzazioni religiose relativamente nuove vengono considerate parte dell'induismo in Occidente; il loro numero totale rimane comunque relativamente basso.

### Sikhismo
Vivono in Germania tra i 10 e i 20.000 Sikh; molti di questi hanno le loro radici nelle regioni del Punjab e del Punjab oltre che dall'Afghanistan. La Germania ha la terza popolazione europea Sikh in ordine di grandezza dopo il Regno Unito e l'Italia. La città di Francoforte sul Meno è nota anche come "Mini Punjab", a causa della folta comunità residente.

### Yazidismo
Esiste anche una numerosa comunità Yazidi, stimata in circa 100.000 persone; questo rende la comunità yazidi tedesca una delle più grandi della propria diaspora.

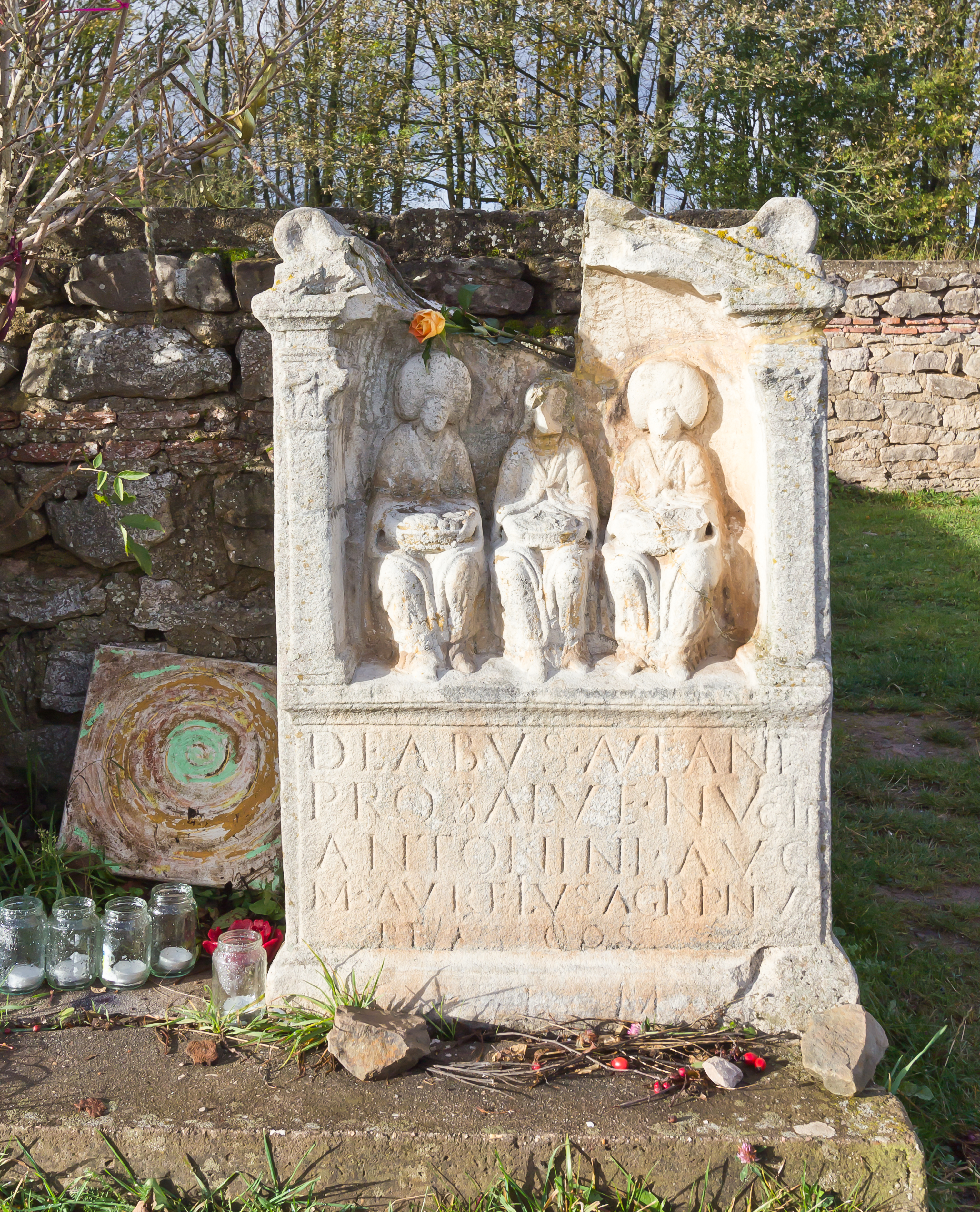
Altare dell'antico culto Matres e Matronae con offerte fresche a Nettersheim.

## Altre fedi
Tutte le altre comunità religiose presenti in Germania hanno meno di 50.000 aderenti.

## Neopaganesimo
Le religioni correlate al neopaganesimo sono attestate in Germania almeno fin dal XIX secolo. Oggi l'Etenismo germanico possiede molte organizzazioni in tutto il territorio del paese, tra cui la "Germanische Glaubens-Gemeinschaft" (Comunione della fede germanica), la "Heidnische Gemeinschaft" (Comune di Heathen), il "Verein für germanisches Heidentum", i "Nornirs Ætt", l'Eldaring, l'"Artgemeinschaft", l'"Armanen-Orden" e la "Thuringian Firne Sitte".
Altre religioni neopagane comprendono il culto Matres e Matronae dei Celti e dei Germani praticato in Renania, "Celtoi" (un'associazione religiosa del Celtismo) e gruppi Wicca. Dal 2006 almeno l'1% della popolazione della Renania Settentrionale-Vestfalia aderisce a nuove religioni o a gruppi esoterici.

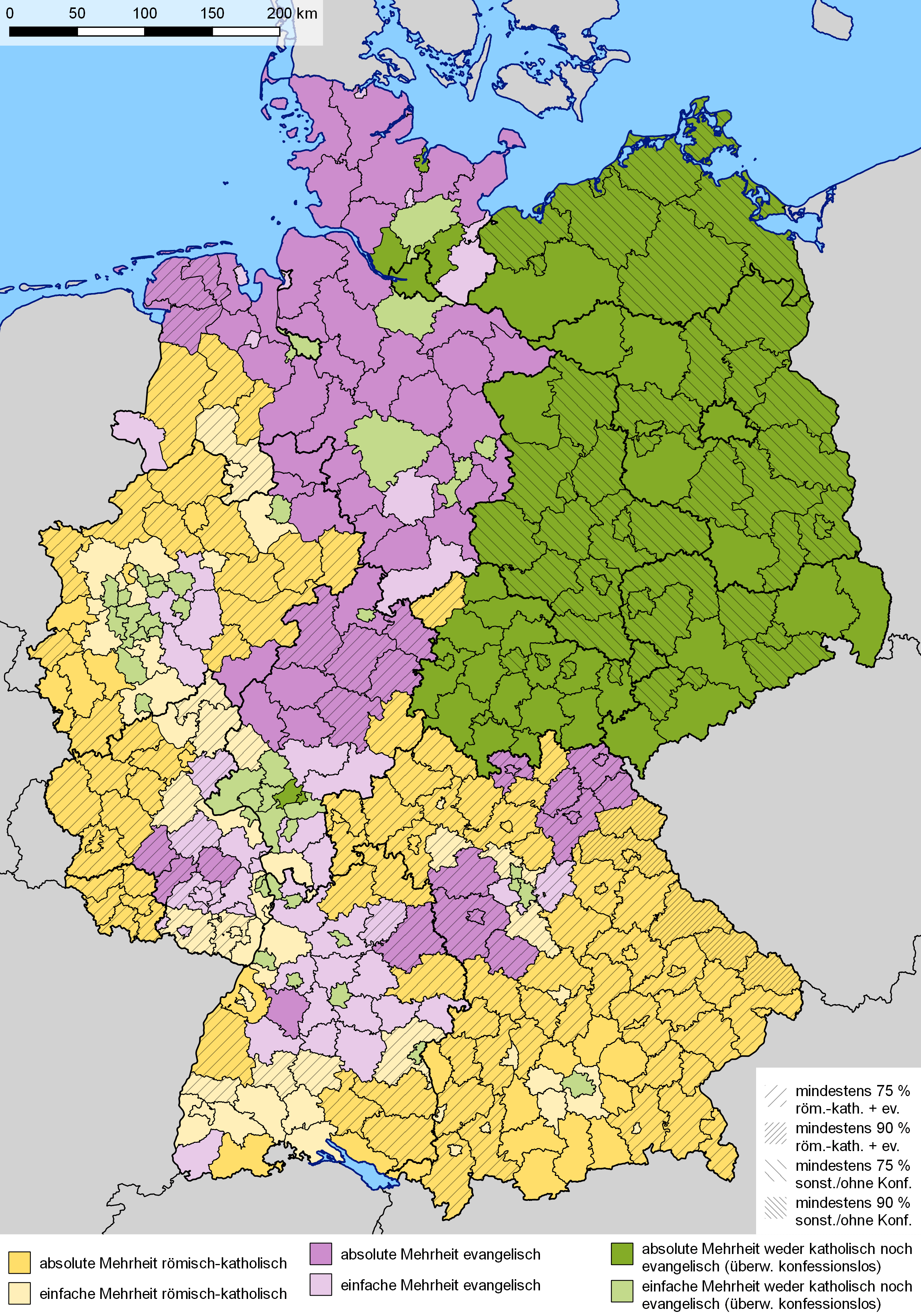
Confessioni predominanti in Germania come è stato manifestato dal censimento del 2011
Viola: maggioranza protestante
Giallo: maggioranza cattolica
Verde: maggioranza non religiosa/altra maggioranza
Le tonalità più scure indicano una maggioranza assoluta (superiore al 50%).

## Secolarismo
- Nessuna religione (38,8%)[5][4].

Prima della seconda guerra mondiale circa 2/3 della popolazione tedesca era protestante e 1/3 cattolica; soprattutto nel nord e nord-est i protestanti dominarono. Nell'ex Repubblica Federale Tedesca tra il 1945 e il 1990, contenente quasi tutte le aree storicamente cattoliche, i "papisti" hanno ottenuto una risicata maggioranza a partire dagli anni ottanta. A causa di una generazione passata dietro la Cortina di ferro le zone protestanti degli ex Stati della Prussia sono rimasti molto più colpiti dal secolarismo rispetto alle aree prevalentemente cattoliche.
Gli Stati federati della Germania maggiormente secolarizzati come Amburgo o i Lander tedesco-orientali, erano antiche roccaforti del Luteranesimo o delle "Chiese Unite". A causa di questo cambiamento il protestantesimo è ora più forte in due strisce di territorio nell'ex Repubblica Federale Tedesca, una che si estende dal confine danese all'Assia e l'altra che passa a nord-est e sud-ovest attraverso la Germania meridionale. La maggior parte di coloro che dichiarano l'irreligiosità vive nell'ex Repubblica Democratica Tedesca e hanno uno sfondo protestante.
Ad Amburgo, Berlino, in Brandeburgo, Sassonia, Sassonia-Anhalt, Turingia e Meclemburgo-Pomerania Anteriore c'è una maggioranza non religiosa. Nella regione orientale della Sassonia-Anhalt solo il 19,7% degli abitanti appartiene alle due più grandi confessioni cristiane del paese. Questo è anche lo Stato in cui è nato Martin Lutero e dove ha vissuto la maggior parte della propria esistenza.
In quella che era la Germania orientale l'osservanza religiosa e l'affiliazione sono molto inferiori al resto del paese, dopo quarant'anni di dominio comunista. Il governo della Repubblica Democratica Tedesca ha incoraggiato una visione del mondo improntata all'ateismo di Stato attraverso istituzioni come il "Jugendweihen" (consacrazioni giovanili); cerimonie secolari di maturità (vedi confermazione civile) del tutto similari alla confermazione cristiana a cui tutti i giovani venivano invitati a partecipare. Il numero di battesimi, matrimoni religiosi e funerali è anch'esso inferiore a quello registrato nella zona
Occidentale.
Secondo un sondaggio svolto tra i giovani tedeschi (tra i 12 e i 24 anni) nel 2006 il 30% crede in un dio personale, il 19% crede in qualche sorta di potere soprannaturale, il 23% condivide opinioni agnostiche e il 28% sono atei.

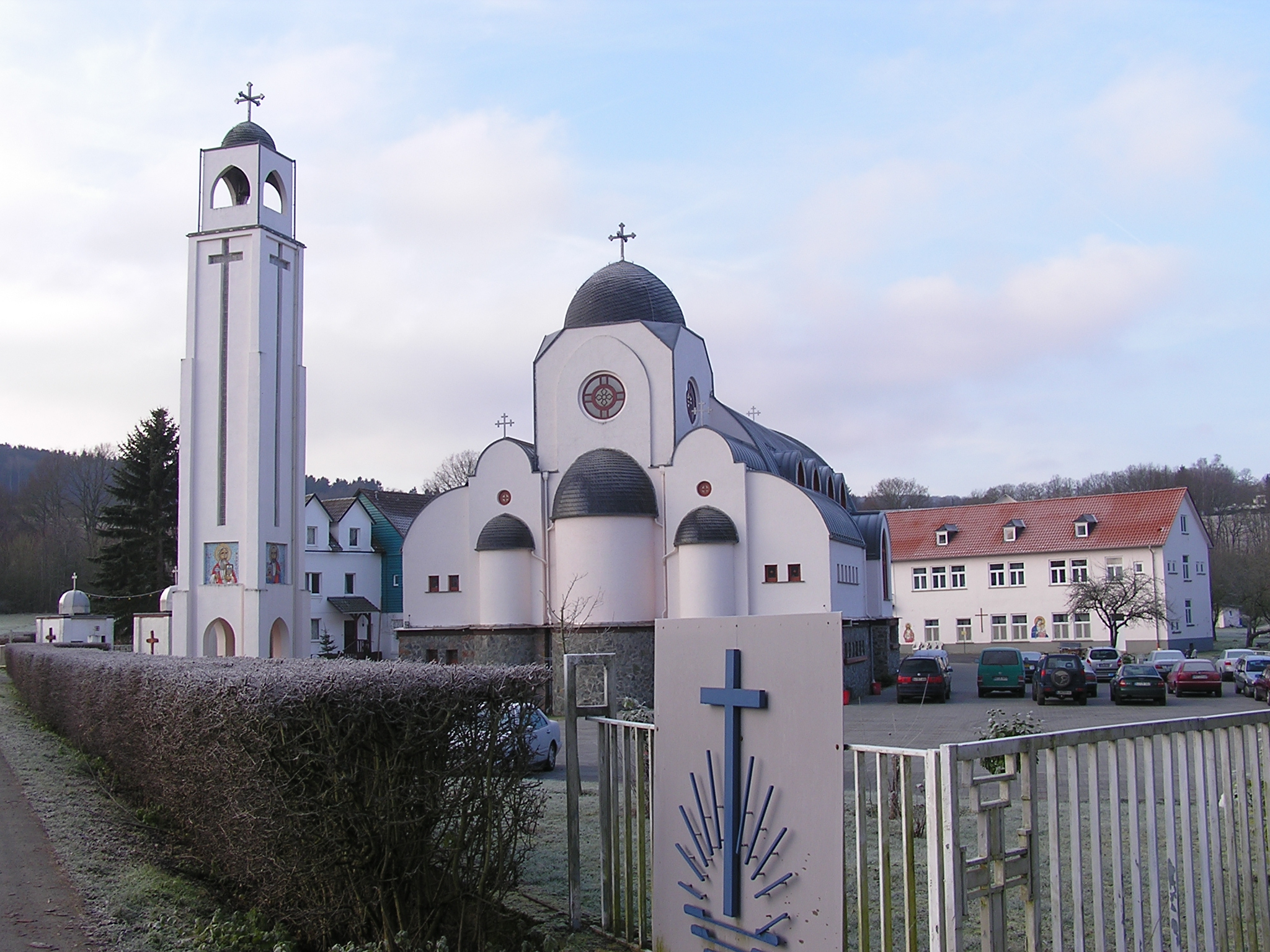
Il monastero della Chiesa ortodossa copta dedicato a Antonio abate (Waldsolms-Kröffelbach).

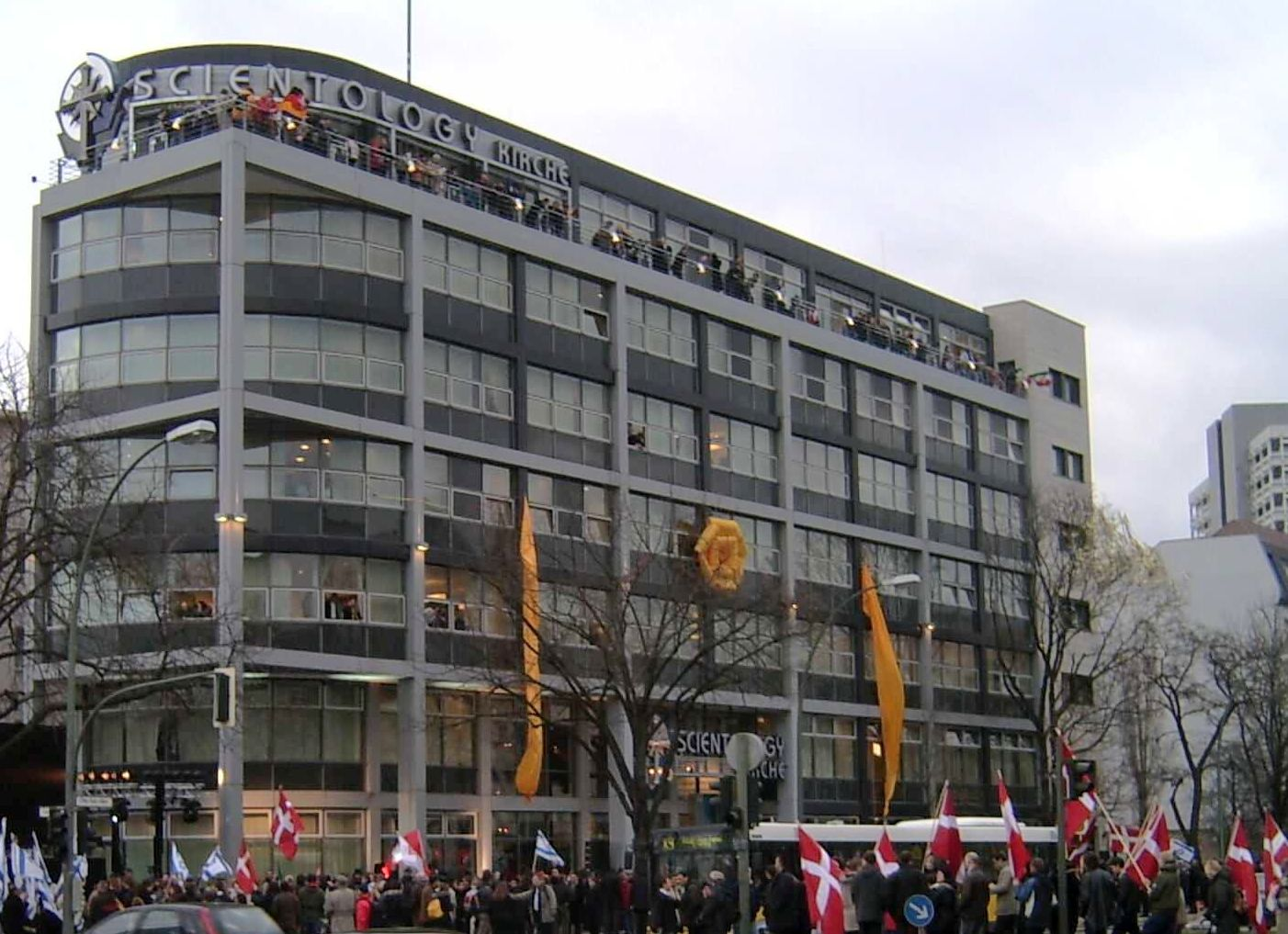
Celebrazione inaugurale della Chiesa di Scientology a Berlino.

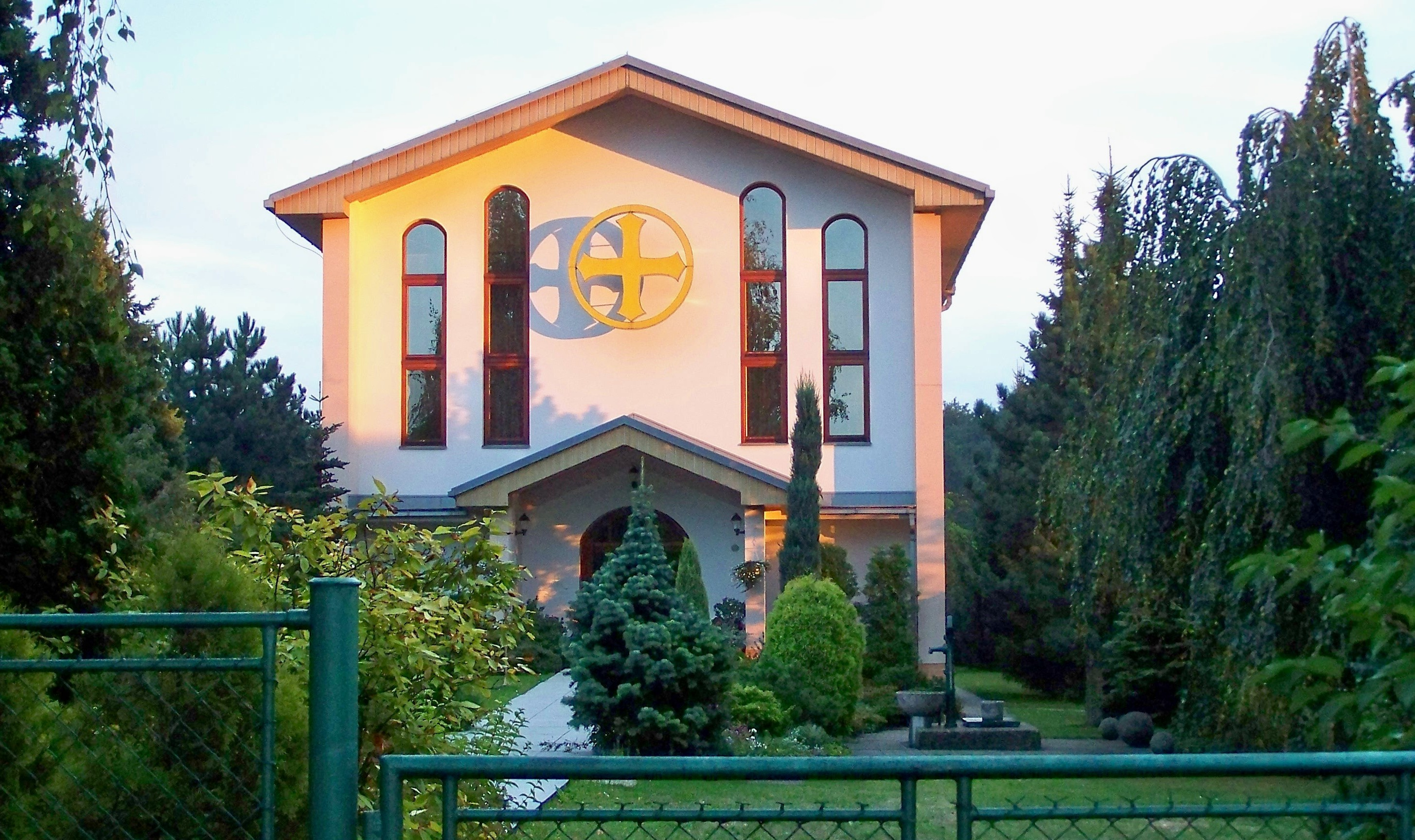
Una delle sedi tedesche del Movimento del Graal.

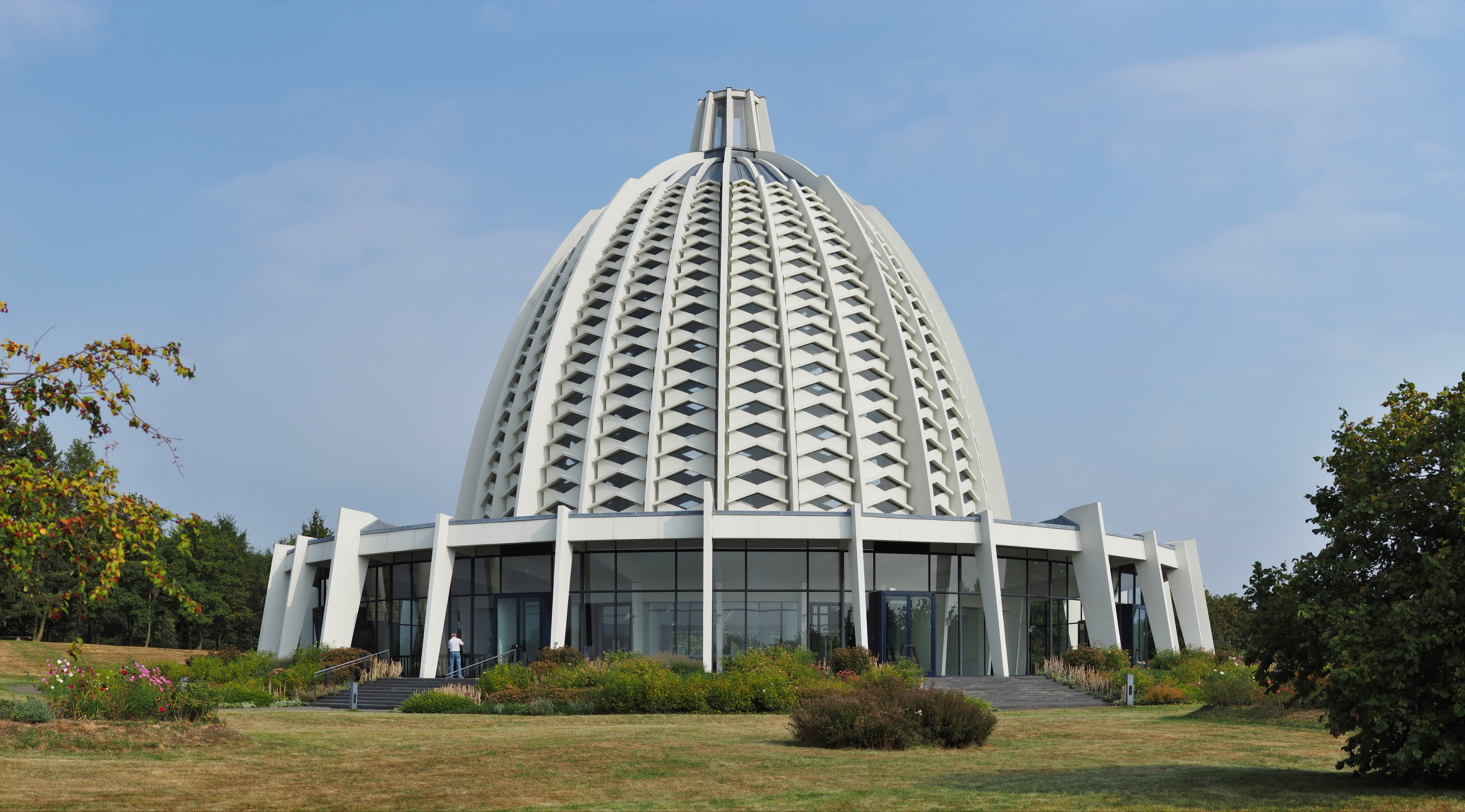
Tempio della fede Bahá'í a Francoforte sul Meno.

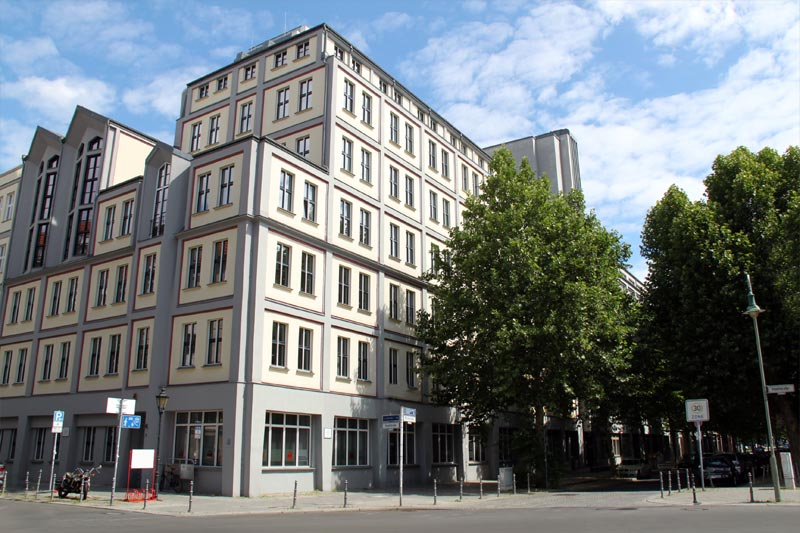
Sede dell'umanesimo a Berlino.

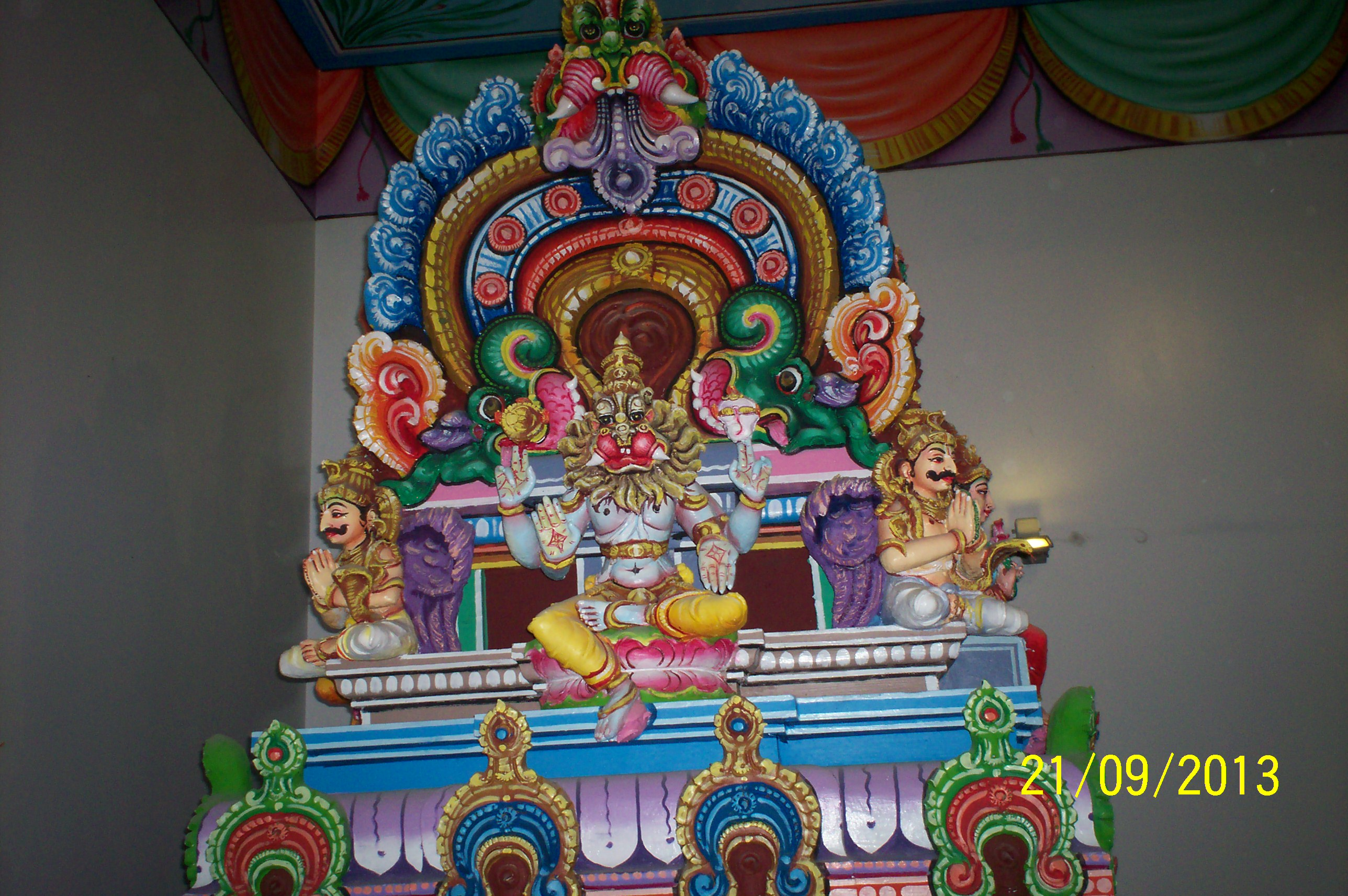
Statua raffigurante Karttikeya all'interno di un Mandir a Berlino.